# Raveniola micropa
Raveniola micropa là một loài nhện trong họ Nemesiidae.
Raveniola micropa được miêu tả năm 1871 bởi Ausserer.